# كاثلين كروجر
كاثلين كروجر (بالألمانية: Kathleen Krüger)‏ (1985 -) لاعبة كرة قدم ألمانية سابقة لعبت كلاعبة وسط لبايرن ميونخ، وبعدها عملت مع نادي بايرن ميونخ كموظفة إدارية منذ عام 2009، وهي حاليًا مديرة فريق الرجال في بايرن ميونيخ، هي المديرة النسائية الوحيدة في الدوري الألماني، ووصفت بأنها «أقوى امرأة في الدوري الألماني».

## مسيرتها في كرة القدم
مارست الكاراتيه وشاركت في بعض المسابقات الوطنية. وبسبب ضيق الوقت تخلت في وقت لاحق عن الكاراتيه وركزت على كرة القدم.
في سن 18 بدأت في قسم الشباب في نادي FC Phönix Schleißheim وهو ناد في شمال ميونيخ، ثم انتقلت لاحقًا إلى FFC Wacker Munich، ثم انتقلت إلى الفريق الثاني في بايرن ميونخ للسيدات في 2003، وبعد موسم واحد فقط في دوري الجنوب انتقلت إلى الفريق الأول لموسم 2004/05.
ظهرت لأول مرة في الدوري الألماني في 24 أكتوبر 2004 بفوزها 4-0 في مباراة الذهاب ضد فولفسبورج بعد استبدالها فيليسيا نوتبوم في الدقيقة 87. بعد 11 مباراة في الدوري ظلت فيها دون تسجيل، أنهت موسمها الأول في الدرجة الأولى. في الموسم التالي، الذي لعبت فيه 14 مباراة، سجلت هدفها الوحيد في الدوري الألماني في 7 مايو 2006 في الفوز 6-0 على أرضها ضد إف إس في فرانكفورت بهدف جعلها 5-0 في الدقيقة 48. في موسم 2006/07 لعبت ست مباريات من ست نقاط. في الموسمين التاليين، تم استخدامها في مباراة واحدة فقط، وكان آخرها في 2 نوفمبر 2008 في فوز 5-0 في مباراة الذهاب ضد هيرفورد إس في بعد استبدالها بماندي إسلاكر في الدقيقة 79.
في سن ال 24 تقاعدت من لعب كرة القدم بشكل احترافي وبدأت في إعداد خطط لمستقبلها بعد كرة القدم.

## مسيرتها الإدارية
بعد أن بدأت دراستها في مجال الإدارة الدولية عملت أيضًا في تنظيم فريق كرة القدم للسيدات في نادي بايرن ميونخ، ثم قطعت دراستها بعد فصل دراسي واحد فقط وأصبحت مساعدة المدير الرياضي كريستيان نيرلينجر. بعد رحيله في 2012 أصبحت مديرة الفريق المحترف في بايرن ميونخ ومنذ ذلك الحين أصبحت مسؤولة عن الأمور التنظيمية المتعلقة بالفريق.

## روابط خارجية
- كاثلين كروجر على موقع fupa.net
- كاثلين كروجر على موقع weltfussball.de
- كاثلين كروجر في Soccerdonna.de